# Verzorgingsplaats Kloosters
Verzorgingsplaats Kloosters is een Nederlandse verzorgingsplaats, gelegen aan de zuidzijde van de A58 in de richting Vlissingen-Eindhoven tussen afritten 8 en 7 in de gemeente Oirschot.
Aan de overzijde van de snelweg ligt verzorgingsplaats Kriekampen. 
Richting Vlissingen: Kriekampen · Brehees · Blaak · Molenheide · Lage Aard · Bremberg · Hoezaar · Spuitendonk · Wouwse Tol Noord · 't Scheld · Vliete · Selnisse
Richting Eindhoven: Arnemuiden · Vliedberg · Voetpomp · Het Rak · Wouwse Tol Zuid · Mastpolder · Liesbos · Hooge Aard · Raakeind · Leikant · Kerkeind · Kloosters